# Zhengyangguan
Zhengyangguan (kinesiska: 正阳关) är en köping i östra Kina. Den ligger i Shou härad i staden Huainan i provinsen Anhui, omkring 99 kilometer nordväst om provinshuvudstaden Hefei.